# Hipòbole
Hipòbole és un terme encunyat per a retre en català el terme anglès Understatement, que denota una figura retòrica que consisteix a disminuir el pes o la gravetat d'un cert fet més enllà de la versemblança, de manera irònica o per crear un efecte de comicitat que neix de la paradoxa.
El terme anglès Understatement fou introduït en el panorama lingüístic per la lingüística cognitiva. Pot ésser considerat el contrari exacte de la figura retòrica denominada hipèrbole.
No s'ha pas de confondre amb la figura retòrica de l'eufemisme que consisteix en l'ús d'una paraula o d'una perífrasi en comptes d'una altra paraula de connotacions més dures, amb la finalitat d'atenuar l'ofensivitat o la cruesa del que es diu.
Els límits de la hipòbole amb la lítote són, de vegades, fluids.
Exemple d'ús de la 'hipòbole:
- No he menjat gaire durant el viatge. En aquest cas, gaire' és una hipòbole per gens.